# Nova Pravna Revija
Die Nova pravna revija – časopis za domaće, njemačko i evropsko pravo, kurz NPR (Neue Juristische Umschau – Zeitschrift für regionales, deutsches und europäisches Recht) ist eine juristische Fachzeitschrift für die Nachfolgestaaten des ehemaligen Jugoslawiens. In ihr erscheinen Beiträge zu allen Rechtsgebieten in den Sprachen Bosnisch, Kroatisch, Montenegrinisch und Serbisch. Ergänzt werden diese durch deutsche Zusammenfassungen sowie deutsche Übersetzungen des Editorials und des Vorwortes.

## Zielgruppe
Die Zeitschrift richtet sich an praktizierende Juristen (Richter, Staatsanwälte, Rechtsanwälte, Unternehmensjuristen, Juristen in Behörden), Rechtswissenschaftler und Jurastudenten in den Nachfolgestaaten des ehemaligen Jugoslawiens. Ein besonderes Ziel der NPR ist es, fachpublizistische Aktivitäten junger Juristen aus diesen Staaten zu fördern.

## Inhalte
Die NPR informiert über die Rechtsentwicklungen in den Nachfolgestaaten des ehemaligen Jugoslawiens, auf dem Gebiet des Europarechts im weiteren Sinne und des deutschen Rechts. Insbesondere behandelt werden die Einflüsse des europäischen und deutschen Rechtes auf die nationalen Rechte im Verbreitungsgebiet der Zeitschrift. Neben der Erstveröffentlichung von zuvor in einem Doppelblindgutachten bewerteten wissenschaftlichen Aufsätzen, werden Übersetzungen von Aufsätzen aus anerkannten deutschen Fachzeitschriften abgedruckt. Ergänzt wird dies durch einen mehr als die Hälfte der Zeitschrift ausmachenden fachjournalistischen Teil mit Informationen zu aktuellen Rechtsentwicklungen, kommentierten Übersetzungen ausländischer Vorschriften, Tagungsberichten und Buchbesprechungen.

## Autorenschaft und Redaktion
Die in der NPR erscheinenden Aufsätze werden von Universitätsmitarbeitern, Praktikern und Nachwuchsjuristen verfasst. Der fachjournalistische Teil mit seinen verschiedenen Rubriken stammt zumeist von den festen Redaktionsmitgliedern. Zu den bisherigen ausländischen Gastautoren gehören z. B. Andreas Voßkuhle und Jutta Limbach.
Die Redakteure sind Slavko Đorđević (Kragujevac, Serbien), Zlatan Meškić (Zenica, Bosnien und Herzegowina), Meliha Povlakić (Sarajevo, Bosnien und Herzegowina), Stefan Pürner (Bonn, Deutschland), Darja Softić Kadenić (Schriftleiterin, Sarajevo, Bosnien und Herzegowina).

## Herausgeberrat
Unterstützt wird die Redaktion von einem international besetzten Herausgeberrat, dem Tomislav Borić (Österreich), Tatjana Josipović (Kroatien), Heinz-Peter Mansel (Deutschland), Dušan Nikolić (Serbien), Borislav Petrović (Bosnien und Herzegowina) und Friedrich-Christian Schroeder (Deutschland) angehören.

## Herausgabe und Vertrieb
Die NPR erscheint seit 2010 zwei Mal jährlich. Sie wird von der Deutschen Stiftung für internationale rechtliche Zusammenarbeit e. V. (IRZ), der Deutsch-bosnisch-herzegowinischen Juristenvereinigung e. V. (DBHJV) und der Gesellschaft für die Erforschung des deutschen Rechts und seiner Rezeption mit Sitz in Serbien herausgegeben. Finanziert wird die Herausgabe mit Mitteln des deutschen Auswärtigen Amtes aus dem deutschen Beitrag zum Stabilitätspakt für Südosteuropa.
Der Vertrieb der Zeitschrift erfolgt kostenlos. Die Druckausgabe wird über das Netzwerk der herausgebenden Organisationen an die wichtigsten Fachbibliotheken und Multiplikatoren in der Region verteilt. Die PDF-Ausgabe wird von Websites im Verbreitungsgebiet der Zeitschrift zum Download angeboten.